# セファロスポリン

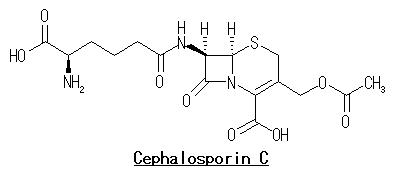
セファロスポリンC 構造式
最初に発見された。

セファロスポリン（Cephalosporin）は、β-ラクタム系抗生物質の一つの種類で、セファマイシン類やオキサセフェム類とともにセフェム系抗生物質と総称される。β-ラクタム環（四員環ラクタム）にヘテロ六員環がつながった形をしている。抗菌力・抗菌スペクトルの改善が重ねられてきたため、現在では多種多様なセフェム系抗生物質が販売使用されている。消化管吸収は一般に良く、副作用が少ないため頻用される。その反面、耐性菌の出現が問題となっている。

## 歴史

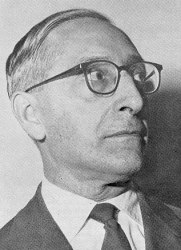
ジョセッペ・ブロツ

セファロスポリンが最初に発見・単離されたのは、サルデーニャ島の排水溝で採取されたCephalosporium acremoniumの培地から1948年にイタリア人科学者ジュゼッペ・ブロツによってである。彼は、腸チフスの原因となるチフス菌に対して効果がある物質を産生する培地に注目していた。1960年代にイーライ・リリー社によりセファロスポリンは上市された。他の多くのセファロスポリンの開発は抗菌剤の年表に詳しい。
また、上記のようにセファロスポリンを始めとする第一世代セフェムなどの薬剤に対して、そのβラクタム環を加水分解、失活させてしまうグラム陰性菌の表層酵素のセファロスポリナーゼが問題視されている。

## 作用機序
セファロスポリンはペニシリンと同様な機序で細菌の細胞壁のペプチドグリカン合成に干渉して、架橋のために必要な最終段階のペプチド間結合反応を阻害する。
すなわち、ペニシリンの場合はペプチドグリカン合成阻害により、細胞膜が浸透圧に抗しきれず溶菌現象を経て「殺菌作用」として働く場合が多いのに対して、セファロスポリンの場合は、細胞壁の変性により細胞分裂を阻害することで細菌の増殖を抑える場合が多いのでこの作用は「静菌作用」と呼ばれる。両者の違いは阻害する酵素の違いと、ペニシリンが主にグラム陽性菌に対して利用され、グラム陽性菌の細胞壁の場合は溶菌しやすいことにもよる。

## 特徴
原型であるセファロスポリンCとペニシリンGとを比べた場合、ペニシリンがほとんどグラム陰性菌に対して作用しないのに対して、セファロスポリンは一部グラム陰性菌にも作用を持つ。また、安定性の面ではセファロスポリンはもともと酸に対する安定性が高く、またペニシリン分解酵素にもある程度の耐性を持つ。
1950年代当時は、ペニシリンが細菌感染症治療の主力であったが、ペニシリンは酸に不安定で注射剤以外の利用は困難であり、院内での治療にのみ使用されるのみであった。また1960年代頃からペニシリンは耐性菌の問題が発生し始め、その当時の耐性発現は主にペニシリナーゼによるものであったため、ペニシリナーゼによる不活化を生じないセファロスポリンは徐々にペニシリンと置き換えられるようになった。また、セファロスポリンの場合はペニシリンショックのような重篤なアレルギー症状の発現頻度が低いと言われていた点も挙げられる。
第二世代セファロスポリンの頃から、酸に安定な性質から経口剤が開発されるようになり、グラム陰性菌への抗菌スペクトル拡大とともに、通院治療にも利用できる万能感染治療薬としての地位を固め、1980年代以降はセファロスポリンが抗菌剤の主力となった。
1980年代に入ると、グラム陽性菌にやや作用の弱い第三世代セフェムに抵抗するメチシリン耐性黄色ブドウ球菌が台頭し、特に大手術で免疫機能の低下した患者に、日和見感染を引き起こす院内感染が問題とされるようになった。すなわち、セフェムが静菌的であり第三世代がグラム陽性菌にやや作用が弱いことで、風邪など軽症患者をも含めたセファロスポリンの多用が、人体とその周囲に常在するグラム陽性菌の中から、耐性菌を選抜する状況を引き起こしたとも考えられている。

### 副作用
セファロスポリン側鎖にチオテトラゾールを持つものは、代謝により遊離するチオテトラゾール類がアルデヒドデヒドロゲナーゼを阻害するので、少量のアルコール摂取でも酩酊するので飲まないこと。またペニシリンにアレルギーを持つ者の十数パーセント（5〜15%と言われる）は、セファロスポリンにも感作している。
また、偽膜性腸炎を起こしやすいことが知られている。クリンダマイシン（CLDM、リンコマイシン系抗菌薬、商品名ダラシン）などが有名だが、セファロスポリンも同程度の頻度で起こすことが知られている。

## 生合成
産生菌におけるセファロスポリンの生合成は、途中まではペニシリン生合成過程と同一であり、ペニシリンNより生合成される。すなわち、ACVトリペプチド (δ-(L-α-amino-adipate)-L-cysteine-D-valine)を出発原料として酵素isopenicillin-N-synthetase (EC 1.21.3.1)によりセファロスポリン類も生合成されている。また3位アミノ側鎖のカルボン酸成分は基質特異性の低い酵素N-acyltransferaseの作用により交換され、Cephalosprin C、Pなどのセファロスポリン類が生成する。

## 世代
セファロスポリン骨格は修飾により異なった特性を得ることができる。日本では第一世代セフェム、第二世代セフェム、第三世代セフェムと称するが、欧米で言うところのセファロスポリンの世代と一部合致しない。非常によく用いられている分類だが、これは発売時期によって分類されたもので一概に個々の抗菌薬の性質を表してはいないとの意見もある。しかし概ね世代が上になるほどグラム陰性菌へのスペクトルが増し、グラム陽性菌に関しては効果が薄くなる傾向がある。しかし第4世代は第3世代よりグラム陽性菌への効果が高い。
また、以下の例示には日本国内で未承認の医薬品も含む。括弧内は、一つ目は成分名、その後列挙されるのは商品名。

### 第一世代セフェム
第一世代のセファロスポリンは名前に'ph'の綴りを含むものが多い（第二世代以降は"Cef-"と綴るものが大半）。第一世代セフェムは連鎖球菌とペニシリナーゼ産生菌、メチシリン感受性を含むブドウ球菌に抗菌スペクトラム を持つが、これらが起因菌の感染症の薬剤としては選択されない。大腸菌、肺炎桿菌やプロテウス菌にいくらか作用するが、Bacteroides fragilis、腸球菌、メチシリン耐性連鎖球菌、緑膿菌、アシネトバクター属、エンテロバクター属の菌、インドール陽性プロテウス菌、セラチア菌には作用を持たない。
- セファゾリン（w:en:cephazolin/cefazolin; Ancef, Cefacidal, Cefamezin, Cefrina,  Elzogram, Gramaxin,  Kefazol, Kefol, Kefzol, Kefzolan, Kezolin, Novaporin, Zolicef）
- セファロチン（cephalothin; Ceporacin, Keflin, Seffin）
- セファピリン（cephapirin; Cefadyl, Lopitrex）
- セファレキシン（cephalexin; Cefanox, Ceporex, Keflet, Keflex, Keforal, Keftab, Keftal, Lopilexin）
- セファラジン（w:en:cephradine; Anspor, Askacef, Velosef）
- セファドロキシル（cephadroxil; Baxan, Bidocef, Cefadril, Cefadrox, Cefroxil, Ceoxil, Cephos, Crenodyn, Duracef, Duricef, Kefroxil, Longacef, Moxacef, Oradroxil, Ultracef）

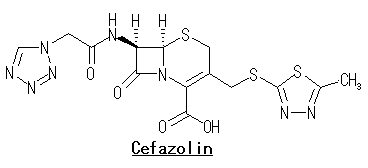
セファゾリン
セファロチン
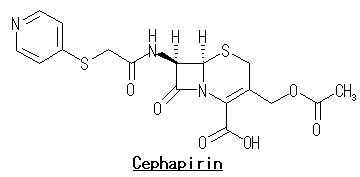
セファピリン
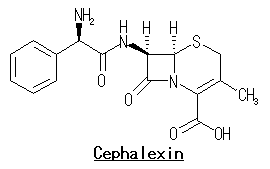
セファレキシン
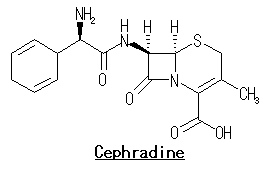
セファラジン
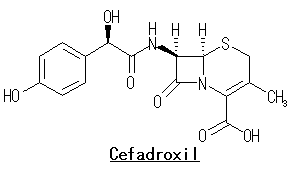
セファドロキシル
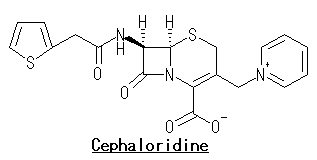
セファロリジン
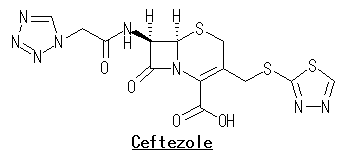
セフテゾール
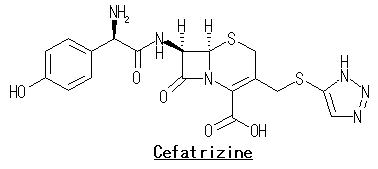
セファトリジン
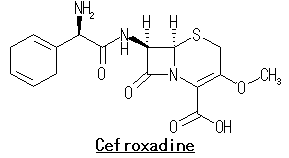
セフロキサジン

### 第二世代セフェム
第二世代セフェムはグラム陰性菌の抗菌スペクトラム増強され、球菌の一部は作用が残るが後のグラム陽性菌は作用は減弱した。また、ベータラクタマーゼに対して比較的安定になった。
- セフマンドール（cefamandole; Kefdole, Mandol, Mandokef）
- セフロキシム（w:en:cefuroxime; Ceftin, Elobact, Kefurox, Oracef, Oraxim, Zinacef, Zinadol, Zinat）
- セフォニシド（cefonicid; Monocid）
- セフォラニド（ceforanid; Precef）
- セファクロル（cefaclor; Ceclor, Distaclor, Keflor, Kefral, Panacef, Panoral）
- セフプロジル（cefprozil; Cefzil）
- セフポドキシム（cefpodoxime; Banan, Vantin）
- ロラカルベフ（loracarbef; Lorabid）…カルバセフェム系

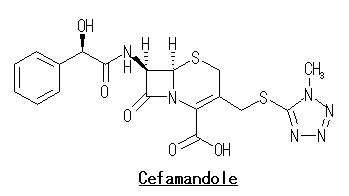
セフマンドール
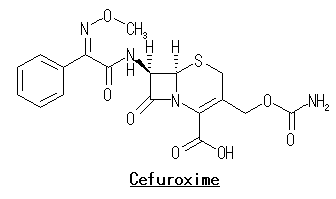
セフロキシム
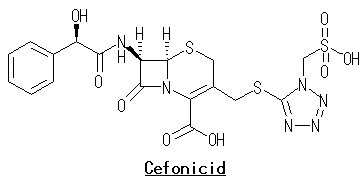
セフォニシド
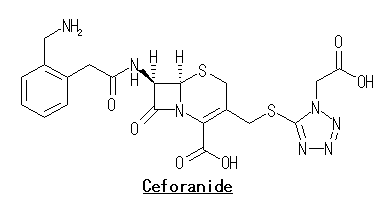
セフォラニド
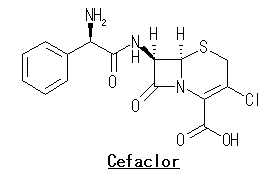
セファクロル
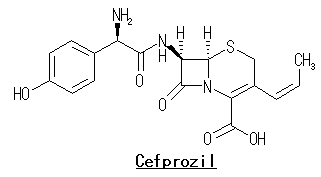
セフプロジル
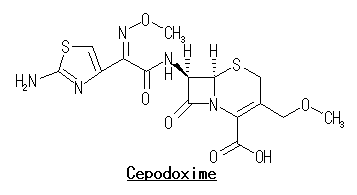
セフポドキシム
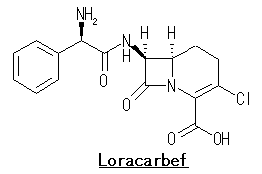
ロラカルベフ

### 第三世代セフェム
日本では、欧米で言うところの第三世代セファロスポリンと第四世代セファロスポリンとを併せて「第三世代セフェム」と呼ぶことが多い。経口投与での吸収率（バイオアベイラビリティ）は50%以下と低く、糞で排泄される。

#### 第三世代セファロスポリン
第三世代セファロスポリンは、腸内グラム陰性桿菌に作用する広域抗菌スペクトラムを持ち、特にグラム陰性桿菌による外科の術後感染の治療に有用である。また、一部を除き血液脳関門を通過しやすいという特性を持ち、化膿性髄膜炎の治療にも用いられる（特にセフトリアキソン、セフォタキシム）
- セフトリアキソン（ceftriaxone; Rocephin）
- セフォタキシム（w:en:cefotaxime; Cefotax, Claforan）
- セフチゾキシム（ceftizoxime; Ceftix, Cefizox, Epocelin）
- セフタジジム（w:en:ceftazidime; Cefortime, Ceptaz, Fortaz, Fortum, Glazidim, Kefadim, Modacin, Tazicef, Tazidime, Tanicef）
- セフォペラゾン（cefoperazone; Cefobid, Cefoperazin, Sulperazon）
- セフスロジン（cefsulodin; Pseudocef, Pseudomonil, Takesulin, Tilmapor）
- セフチブテン（w:en:ceftibuten; Cedax, Procef, Seftem）
- セフィキシム（cefixime; Cefspan, Suprax）
- セフェタメット（cefetamet; Globocef）
- セフジトレン ピボキシル（cefditoren; Meiact）

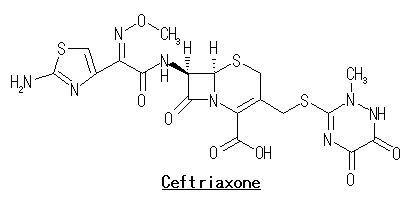
セフトリアキソン
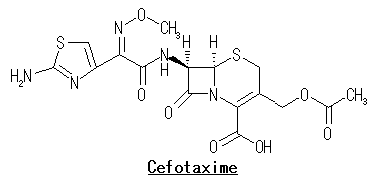
セフォタキシム
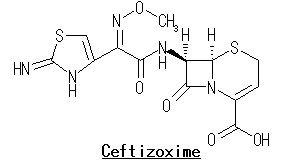
セフチゾキシム
セフタジジム
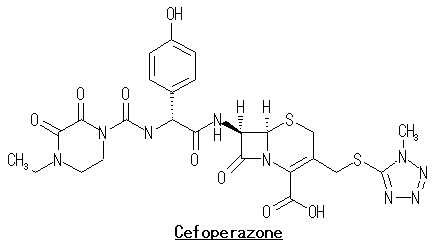
セフォペラゾン
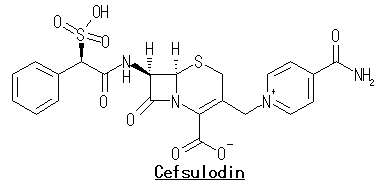
セフスロジン
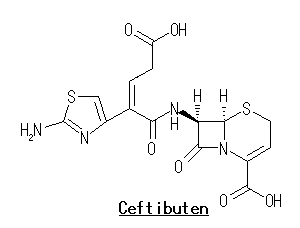
セフチブテン
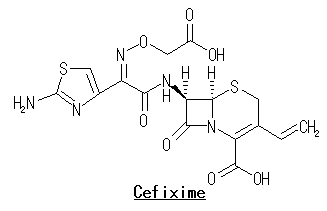
セフィキシム
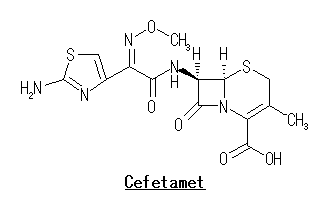
セフェタメット
セフジトレン ピボキシル

セフォペラゾン（w:en:Cefoperazone）はスルバクタム（w:en:Sulbactam）との合剤でSulperazonという商品名で販売されている。.

#### 第四世代セファロスポリン
第四世代セファロスポリンは第三世代セファロスポリンに比べて、グラム陽性菌の抗菌スペクトラムを増強した広域抗菌スペクトラムを持つ。また第三世代セファロスポリンに比べてベータラクタマーゼに対して安定である。
- セフェピム（w:en:cefepime; Maxipime）
- セフピロム（cefpirome; Broact, Cefrom, Keiten）

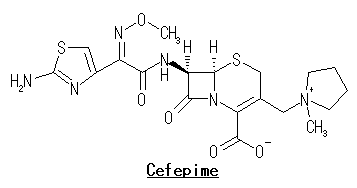
セフェピム
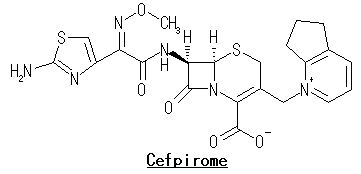
セフピロム

### セファマイシン系
セファマイシン系

他の言語へのリンク
- English
- Français
- Português

セファマイシン（Cephamycins）とは、β-ラクタム系抗生物質の1つで、セファロスポリンに類似の構造を持つ。セファロスポリンとともにセフェム系と呼ばれる抗生物質の分類を形成する。セファマイシンは元はストレプトミセス属(放線菌属)の菌より産生されたものを起源とするが、合成的に生産されたものも同様に分類する。セファマイシン系はセファロスポリン系に比べて、グラム陰性菌に対する作用が強く、ベータラクタマーゼに対する安定性も高い。嫌気性菌・腸内細菌・ESBLに感受性が期待できる。
- セフォキシチン（Cefoxitin; Mefoxin, Mefoxitin）
- セフォテタン（Cefotetan; Apacef, Cefotan, Yamatetan）
- セフメタゾール（Cefmetazole; Cefmeazon, Cefmetazon, Zefazone）
- セフブペラゾン（Cefbuperazone; Keiperazon, Tomiporan）
- セフミノクス（Cefminox; Meicelin）

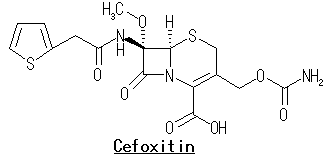
セフォキシチン
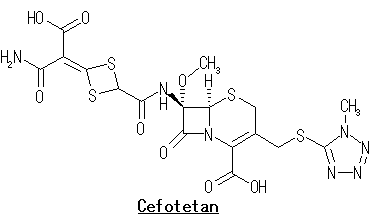
セフォテタン - 第二世代セフェム
セフメタゾール
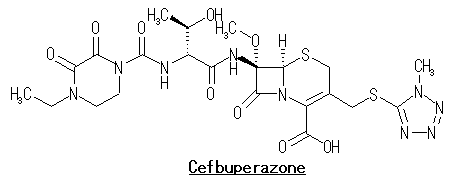
セフブペラゾン
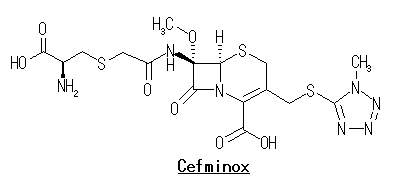
セフミノクス

### オキサセフェム系

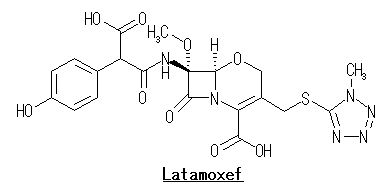
ラタモキセフ
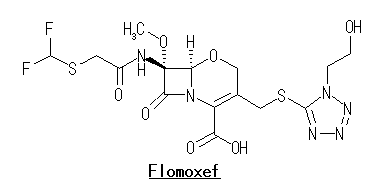
フロモキセフ

## 主なセフェム系抗生物質
- セファロスポリン系（cephalosporins）注射剤

| 一般名           | 英名         | 略号 | 日本薬局方14改正収載名                              | 商品名                       | 世代 |
| ---------------- | ------------ | ---- | --------------------------------------------------- | ---------------------------- | ---- |
| セファゾリン     | cefazolin    | CEZ  | セファゾリンナトリウム セファゾリンナトリウム水和物 | セファメジン                 | 第一 |
| セファピリン     | cefapirin    | CEPR | セファピリンナトリウム                              | セファトレキシール           | 第一 |
| セファロチン     | cefalotin    | CET  | セファロチンナトリウム                              | ケフリン                     | 第一 |
| セファロリジン   | cefaloridine | CER  | セファロリジン                                      | ケフロジン                   | 第一 |
| セフテゾール     | ceftezole    | CTZ  |                                                     | タイファロゾール             | 第一 |
| セファマンドール | cefamandole  | CMD  | セファマンドールナトリウム                          | ケフドール                   | 第二 |
| セフォチアム     | cefotiam     | CTM  |                                                     | パンスポリン、ハロスポア     | 第二 |
| セフロキシム     | cefuroxime   | CXM  | セフロキシムナトリウム                              | ジナセフ                     | 第二 |
| セフェピム       | cefepime     | CFPM |                                                     | マキシピーム                 | 第四 |
| セフォジジム     | cefodizime   | CDZM |                                                     | ノイセフ、ケニセフ           | 第三 |
| セフォセリス     | cefoselis    | CFSL |                                                     | ウインセフ                   | 第三 |
| セフォゾプラン   | cefozopran   | CZOP |                                                     | ファーストシン               | 第四 |
| セフォタキシム   | cefotaxime   | CTX  | セフォタキシムナトリウム                            | クラフォラン                 | 第三 |
| セフスロジン     | cefsulodin   | CFS  | セフスロジンナトリウム                              | タケスリン                   | 第三 |
| セフタジジム     | ceftazidime  | CAZ  | セフタジジム                                        | モダシン                     | 第三 |
| セフチゾキシム   | ceftizoxime  | CZX  | セフチゾキシムナトリウム                            | エポセリン                   | 第三 |
| セフトリアキソン | ceftriaxone  | CTRX | セフトリアキソンナトリウム                          | ロセフィン                   | 第三 |
| セフピミゾール   | cefpimizole  | CPIZ |                                                     | アジセフ、レニラン           | 第三 |
| セフピラミド     | cefpiramide  | CPM  | セフピラミドナトリウム                              | セパトレン、サンセファール   | 第三 |
| セフピロム       | cefpirome    | CPR  |                                                     | ケイテン、ブロアクト         | 第四 |
| セフペラゾン     | cefoperazone | CPZ  | セフォペラゾンナトリウム                            | セフォペラジン、セフォビット | 第三 |
| セフメノキシム   | cefmenoxime  | CMX  |                                                     | ベストコール                 | 第三 |

- 経口用セファロスポリン系（cephalosporins）

| 一般名                        | 英名                   | 略号    | 日本薬局方14改正収載名              | 商品名                   | 世代 |
| ----------------------------- | ---------------------- | ------- | ----------------------------------- | ------------------------ | ---- |
| セファクロル                  | cefaclor               | CCL     | セファクロル                        | ケフラール、セファクロル | 第一 |
| セファトリジン                | cefatrizine            | CFT     | セファトリジン プロピレングリコール | ブリセフ、セプチコール   | 第一 |
| セファドロキシル              | cefadroxil             | CDX     | セファドロキシル                    | セドラール、サマセフ     | 第一 |
| セファレキシン                | cephalexin             | CEX     | セファレキシン                      | ケフレックス、ラリキシン | 第一 |
| セフラジン                    | cefradine              | CED     | セフラジン                          | セフロ                   | 第一 |
| セフロキサジン                | cefroxadine            | CXD     | セフロキサジン                      | オラスポア               | 第一 |
| セフォチアム ヘキセチル       | cefotiam hexetil       | CTM-HE  | セフォチアム ヘキセチル             | パンスポリンT            | 第二 |
| セフロキシム アキセチル       | cefuroxime axetil      | CXM-AX  | セフロキシム アキセチル             | オラセフ                 | 第二 |
| セフィキシム                  | cefixime               | CFIX    | セフィキシム                        | セフスパン               | 第三 |
| セフジトレン ピボキシル       | cefditoren pivoxil     | CDTR-PI | セフジトレン ピボキシル             | メイアクト               | 第三 |
| セフジニル                    | cefdinir               | CFDN    | セフジニル                          | セフゾン                 | 第三 |
| セフチゾキシム                | ceftizoxime            | CZX     |                                     | エポセリン坐薬           | 第三 |
| セフチゾキシム アラピボキシル | ceftizoxime alapivoxil | CZX-AP  |                                     |                          | 第三 |
| セフテラム ピボキシル         | cefteram pivoxil       | CFTM-PI | セフテラム ピボキシル               | トミロン                 | 第三 |
| セフポドキシム プロキセチル   | cefpodoxime proxetil   | CPDX-PR |                                     | バナン                   | 第三 |
| セフェタメット ピボキシル     | cefetamet pipoxil      | CEMT-PI |                                     |                          | 第三 |
| セフカペン ピボキシル         | cefcapene pivoxil      | CFPN-PI |                                     | フロモックス             | 第三 |
| セフチブテン                  | ceftibuten             | CETB    | セフチブテン                        |                          | 第三 |

- セファマイシン系（cephamycins）

| 一般名         | 英名          | 略号 | 日本薬局方14改正収載名   | 商品名                   | 世代 |
| -------------- | ------------- | ---- | ------------------------ | ------------------------ | ---- |
| セフォキシチン | cefoxitin     | CFX  | セフォキシチンナトリウム | マーキシン               | 第二 |
| セフメタゾール | cefmetazole   | CMZ  | セフメタゾールナトリウム | セフメタゾン             | 第二 |
| セフォテタン   | cefotetan     | CTT  | セフォテタン             | ヤマテタン               | 第三 |
| セフブペラゾン | cefbuperazone | CBPZ | セフブペラゾンナトリウム | ケイペラゾン、トミポラン | 第三 |
| セフミノクス   | cefminox      | CMNX | セフミノクスナトリウム   | メイセリン               | 第三 |

- オキサセフェム系（oxacephems）注射剤

| 一般名       | 英名      | 略号 | 日本薬局方14改正収載名 | 商品名     | 世代 |
| ------------ | --------- | ---- | ---------------------- | ---------- | ---- |
| フロモキセフ | flomoxef  | FMOX | フロモキセフナトリウム | フルマリン | 第二 |
| ラタモキセフ | latamoxef | LMOX | ラタモキセフナトリウム | シオマリン | 第三 |

- 緑膿菌用セフェム

| 一般名       | 英名 | 略号 | 日本薬局方14改正収載名 | 商品名                 | 世代 |
| ------------ | ---- | ---- | ---------------------- | ---------------------- | ---- |
| セフスロジン |      | CFS  |                        | タケスリン、チルマポア | 第三 |

## セファロスポリンの臨床的分類

### 注射薬
前述のように世代による分類は十分に薬物の特性を反映していない。例えばセフタジジム（CAZ、商品名モダシン）はグラム陰性桿菌である緑膿菌に対して非常に効果的でありグラム陽性菌にはほとんど効かないという第三世代に特徴的な特性を持つが、同じく第三世代に分類されるセフトリアキソン（CTRX、商品名ロセフィン）は緑膿菌には効果がなくグラム陽性菌に非常によく効き、市中肺炎の第一選択となる。このように世代分類のみに頼ると抗菌薬選択のミスを犯す可能性がある。しかしセファロスポリンは種類が多すぎるためある程度の分類が必要である、そのため臨床現場ではセファロスポリン全体の適応疾患を考え、次のような使い分けをすることが多い。
黄色ブドウ球菌、レンサ球菌に用いるセファロスポリン
黄色ブドウ球菌、レンサ球菌に用いるセファロスポリンとしてはセファゾリン（CEZ、商品名セファメジンα）が知られている。蜂窩織炎、丹毒といった軟部組織感染症や術前の創部感染予防に用いることが多い。日本には黄色ブドウ球菌に効果があるペニシリンが販売されていないため、黄色ブドウ球菌に対して切り札である。重症時は一日6gの大量投与を行う。髄液移行性が悪いため、黄色ブドウ球菌による髄膜炎には適応がない。
市中肺炎や尿路感染症に用いるセファロスポリン
市中肺炎や淋菌など尿路感染症に用いるセファロスポリンとしてはセフォチアム（CTM、商品名パンスポリン）やセフトリアキソン（CTRX、商品名ロセフィン）、セフォタキシム（CTX、商品名セフォタックス）、また経口剤ではセフロキシム（CXM-AX、商品名オラセフ）がある。セフトリアキソン（CTRX、商品名ロセフィン）は一日一回投与で血中濃度を維持でき、また肝臓代謝であるので腎機能に関係なく使用することができるので貴重な薬である。淋菌による尿道炎の場合はクラミジア感染が合併することが多いのでマクロライド系であるアジスロマイシン（AZM、商品名ジスロマック）を併用した方が良いとされている。
腸内細菌、嫌気性菌に用いるセファロスポリン
腸内細菌、嫌気性菌に用いるセファロスポリンとしてはセファマイシンといわれる物質があげられる。セフメタゾール（CMZ、商品名セフメタゾン）やセフブペラゾン（CBPZ、商品名トミポラン）である。これらの抗菌薬はβラクタマーゼに極めて安定だがグラム陽性菌にはほとんど効かないと言われている（適応はある）。すべてのセファロスポリンに言えることだが、腸球菌や髄膜炎で有名なリステリアにはまったく効果がない。
緑膿菌に用いるセファロスポリン
緑膿菌に効果が高いものとしてはセフェピム（CFPM、商品名マキシピーム）やセフタジジム（CAZ、商品名モダシン）があげられる。セフェピムの方がグラム陽性菌への抗菌力もあり、髄液移行性がよく髄膜炎にも適応があるという点で優れている。緑膿菌を最も警戒する状況は好中球減少時の発熱や院内感染の重症例である。このような場合、想定する起因菌は黄色ブドウ球菌、皮膚ブドウ球菌、緑膿菌などだが、グラム陰性桿菌の方が敗血症をおこすので致命的となるのでまずはセフェピムやセフタジジムを用いることが多い。セフタジジムではブドウ球菌をカバーできないが、こちらをカバーするのは緑膿菌が否定できてからでも遅くはない。

### 経口薬
第1世代薬と第3世代薬がそれぞれ1種類あれば十分と考えられている。外来注射薬としてはセフトリアキソン（CTRX、商品名ロセフィン）が1日1回投与可能なためオプションとして用いられる。
第1世代薬
第一世代薬は皮膚、軟部組織感染症（SSTI）、歯科治療時などで用いられる。SSTIは黄色ブドウ球菌やレンサ球菌が原因であるためグラム陰性桿菌をカバーする必要性は乏しい。セファレキシン（商品名 ケフレックス）などがよく用いられる。顔面の蜂窩織炎や咬傷ではグラム陰性桿菌をカバーする必要があるため第3世代薬を用いる。
第3世代薬
顔面の蜂窩織炎、咬傷、市中肺炎で用いられる。市中肺炎の原因である肺炎球菌、インフルエンザ菌、モラキセラカタリラーリス、マイコプラズマ、レジオネラ、クラミジアのうち前者3つをカバーできる。そのためアジスロマイシンなどマクロライド系抗菌薬を併用すればほぼすべてをカバーできる。セフジトレン ピボキシル(商品名メイアクト)200mg1日3回、アジスロマイシン（商品名ジスロマック）500mg1日1回の併用療法がよく知られている。